# Campeonato Tocantinense 2009
In 2009 werd het zeventiende Campeonato Tocantinense gespeeld voor clubs uit de Braziliaanse staat Tocantins. De competitie werd georganiseerd door de FTF en werd gespeeld van 14 februari tot 20 juni. Araguaína werd kampioen.

## Eerste toernooi
| Plaats | Club                | Wed. | W  | G | V  | Saldo | Ptn. |
| ------ | ------------------- | ---- | -- | - | -- | ----- | ---- |
| 1.     | Araguaína           | 18   | 11 | 4 | 3  | 36:13 | 37   |
| 2.     | Palmas              | 18   | 10 | 5 | 3  | 34:17 | 35   |
| 3.     | Gurupi              | 18   | 10 | 3 | 5  | 36:19 | 33   |
| 4.     | Intercap            | 18   | 8  | 6 | 4  | 34:17 | 30   |
| 5.     | Tubarão             | 18   | 8  | 5 | 5  | 32:18 | 29   |
| 6.     | Tocantinópolis      | 18   | 8  | 5 | 5  | 27:29 | 29   |
| 7.     | Juventude           | 18   | 8  | 3 | 7  | 29:22 | 27   |
| 8.     | Tocantins de Palmas | 18   | 4  | 6 | 8  | 22:38 | 18   |
| 9.     | Kaburé              | 18   | 2  | 5 | 11 | 20:43 | 11   |
| 10.    | Ipiranga            | 18   | 0  | 0 | 18 | 0:54  | 0    |

|  | Geplaatst voor tweede toernooi |
|  | Degradatie                     |

## Tweede toernooi
De drie winnaars en beste verliezer plaatsten zich voor de knockout-fase
| Team #1        | Tot.  | Team #2   | 1ste wed | 2de wed |
| -------------- | ----- | --------- | -------- | ------- |
| Intercap       | 2 - 4 | Gurupi    | 0 - 2    | 2 - 2   |
| Tocantinópolis | 2 - 4 | Araguaína | 1 - 2    | 1 2     |
| Tubarão        | 3 -2  | Palmas    | 2 - 2    | 1 - 0   |

## Knockout-fase
In geval van gelijkspel worden er strafschoppen genomen, tussen haakjes weergegeven. 
|  | Halve finale | Halve finale | Halve finale |       |           | Finale | Finale | Finale |
|  |              |              |              |       |           |        |        |        |
|  | Gurupi       | 3            | 2 (3)        |       |           |        |        |        |
|  | Araguaína    | 1            | 4 (4)        |       |           |        |        |        |
|  | Araguaína    | 1            | 4 (4)        |       | Araguaína | 1      | 2 (5)  |        |
|  |              |              |              |       | Araguaína | 1      | 2 (5)  |        |
|  |              | Palmas       | 1            | 2 (3) |           |        |        |        |
|  | Palmas       | Palmas       | 1            | 2 (3) | 1         | 2      |        |        |
|  | Palmas       |              |              |       | 1         | 2      |        |        |
|  | Tubarão      | 0            | 1            |       |           |        |        |        |

### Kampioen
| Campeonato Tocantinense de 2009 |
| Tocantins                       |
| ------------------------------- |
| ARAGUAÍNA Kampioen (2° titel)   |